# О’Доннелл, Патрик Джозеф
Патрик Джозеф О’Доннелл (ирл. Patrick Joseph O’Donnell; 28 ноября 1856, Глентис, Соединённое королевство Великобритании и Ирландии — 22 октября 1927, Карлингфорд, Ирландия) — ирландский кардинал. Епископ Рафо с 26 февраля 1888 по 14 января 1922. Титулярный архиепископ Атталии и коадъютор Армы, с правом наследования, с 14 января 1922 по 19 ноября 1924. Архиепископ Армы с 19 ноября 1924 по 22 октября 1927. Кардинал-священник с 14 декабря 1925, с титулом церкви Санта-Мария-делла-Паче с 17 декабря 1925.